# Tatsuhiko Yokoo

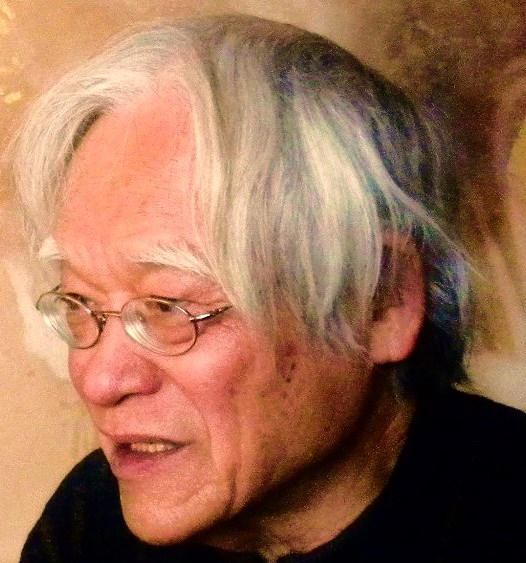
Tatsuhiko Yokoo

Tatsuhiko Yokoo (jap. 横尾 龍彦, Yokoo Tatsuhiko; * 1928 in Fukuoka; † 23. November 2015 in Chichibu nahe Tokio) war ein japanischer Maler.

## Leben
Yokoo wurde 1928 in der südjapanischen Stadt Fukuoka geboren, wanderte aber bald mit seiner Familie nach Taiwan (damals japanische Kolonie) aus. Nach der durch die Kriegsniederlage Japans erzwungenen Rückkehr in die Heimat studierte er in der Abteilung für japanische Malerei an der Kunst-Akademie in Tokio (Tōkyō Geijutsu Daigaku).
1962 absolvierte Yokoo mittels eines Stipendiums des Zisterzienser Ordens, das von der katholischen Schule in Japan, an der er als Kunsterzieher angestellt war, vergeben wurde, ein Studienjahr in Paris und Genf.

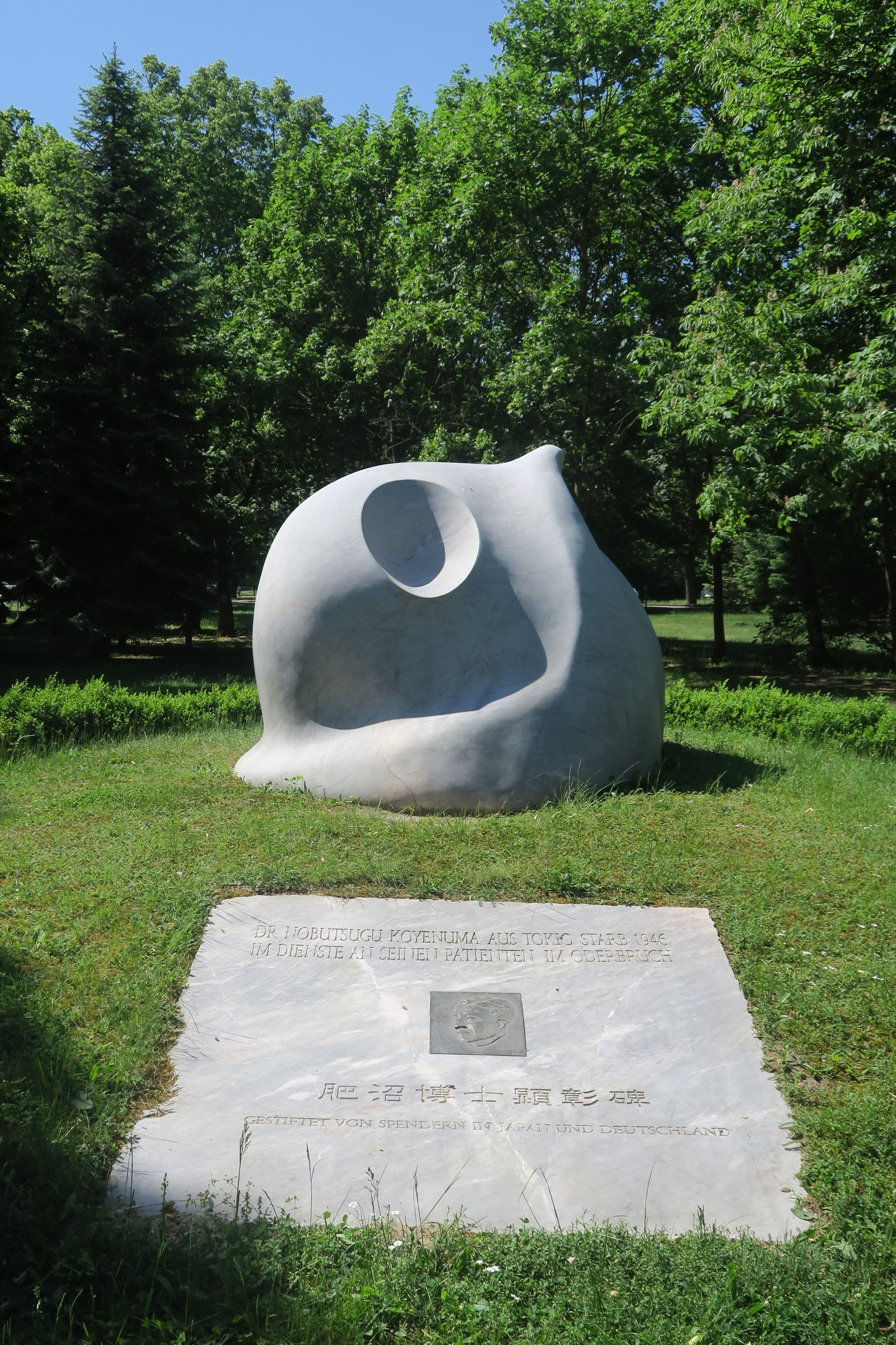
Koenuma-Denkmal Wriezen

Nach der Rückkehr von seinem Studienaufenthalt nach Japan reiste er zwischen 1972 und 1977 immer wieder für längere Zeit nach Europa, so nach (Italien, Belgien, Deutschland, Österreich). 1979 siedelte er schließlich ganz nach Deutschland über. Durch einen deutschen Kunstmäzen, der Yokoo half sich eine wirtschaftliche Basis als Künstler aufzubauen, kam er nach Osnabrück. Sechs Jahre später zog er nach Köln, um sich in der Kunstmetropole einen Namen zu machen.
Nach dem Fall der Berliner Mauer zog es Yokoo nach Ostdeutschland in den Landkreis Märkisch-Oderland, wo er sich ein Atelier in Metzdorf in der Gemeinde Bliesdorf einrichtete. Hier verbrachte der Maler die Sommermonate, während er im Winter in sein Atelier in den Chichibu Bergen, im Norden Tokios gelegen, zurückkehrte.
Yokoo verband in seinen Werken und durch seine Wohnsitze in Deutschland und Japan die unterschiedlichen Kulturkreise des ostasiatischen Japans und des mitteleuropäischen Deutschlands. Obwohl Yokoo sich als katholischer Christ bezeichnete, sind sein Denken und seine Kunstwerke tief von Zen-Buddhismus geprägt. Zen-buddhistische Meditation hat seit einigen Jahrzehnten auch in Deutschland in der katholischen Kirche einen festen Platz erhalten.
In Wriezen errichtete Yokoo gemeinsam mit dem deutschen Bildhauer Axel Anklam mit Geld, das er in Japan gesammelt hatte, ein Denkmal für den japanischen Arzt Nobutsugu Koenuma.